# A Fidzsi-szigetek hívójelkörzetei
A Fidzsi-szigetek számára az ITU a 3D2 prefixet osztotta ki.

## A Fidzsi-szigetek hívójelkörzetei[1][2][3]
| Prefix | Suffix[1] | Hely            | ITU zóna | CQ zóna | QTH-lokátor    |
| ------ | --------- | --------------- | -------- | ------- | -------------- |
| 3D2    | *         | Fidzsi-szigetek | 56       | 32      | RH, RG, AH, AG |
| 3D2    | C         | Ceva-i-Ra       | 56       | 32      | RG78           |
| 3D2    | F         | Fidzsi-szigetek | 56       | 32      | RH, RG, AH, AG |
| 3D2    | R         | Rotuma          | 56       | 32      | RH87           |

## Lajstromjel
Vízi és légi járművek lajstromjelezéséhez a hívójelprefix tartományoktól eltérően a DQ prefixet használják.